# برج انجلینی
برج انجلینی (به اسپانیایی: Torre Angelini) یک ساختمان بلندمرتبه در ونزوئلا است که در ماراکایبو واقع شده‌است.